# Курбаев, Николай Алексеевич
Николай Алексеевич Курбаев — советский самбист и дзюдоист, призёр чемпионата СССР, чемпион мира, мастер спорта СССР по дзюдо, мастер спорта СССР международного класса по самбо, тренер.

## Биография
В начале 1960-х годов семья переехала в Липецк. В детстве увлекался боксом, футболом. В августе 1968 года увлёкся самбо. В 1970 году стал чемпионом СССР среди юношей и выполнил норматив мастера спорта СССР. Впоследствии стал первым в Ельце мастером спорта СССР международного класса. После его победы на чемпионате мира по самбо от желающих поступить в местную секцию самбо не было отбоя. Это придало мощный импульс развитию местной школы самбо и дзюдо.
После ухода из большого спорта перешёл на тренерскую работу. В 1990-е годы был вынужден оставить тренерскую работу и заниматься случайными заработками, в частности, работать водителем такси. На январь 2014 года был тренером в посёлке Ключ. Участвовал в эстафете олимпийского огня 2014 года.

## Спортивные результаты
- Первенство СССР по самбо среди юношей 1974 года — ;
- Чемпионат СССР по самбо 1974 года — ;